# Place François-Roguet
Place Jean-Diebold
La place François-Roguet (en occitan : plaça Francés Roguet) et la place Jean-Diebold (en occitan : plaça Joan Diebold) sont deux voies de Toulouse, chef-lieu de la région Occitanie, dans le Midi de la France.

## Situation et accès

### Description
Les places François-Roguet et Jean-Diebold sont deux voies publiques. Elles se trouvent à l'est du quartier de la Patte-d'Oie, en limite du quartier Saint-Cyprien, dans le secteur 2 - Rive gauche.

### Voies rencontrées
La place François-Roguet et la place Jean-Diebold rencontrent les voies suivantes, dans l'ordre des numéros croissants :
1. Allées Charles-de-Fitte
2. Rue Villeneuve
3. Avenue Étienne-Billières
4. Rue Varsovie
5. Allées Charles-de-Fitte

### Transports
Les places François-Roguet et Jean-Diebold sont traversées et desservies par les bus de la ligne 66. Sur les allées Charles-de-Fitte se trouvent également les arrêts des bus des lignes 131445, tandis que sur la place Saint-Cyprien se trouvent la station Saint-Cyprien – République de la ligne de métro  et un arrêt de la navette Ville.
Plusieurs stations de vélos en libre-service VélôToulouse se trouvent dans les rues voisines : les stations no 77 (2 place Saint-Cyprien), no 78 (14 place Saint-Cyprien) et no 105 (12 avenue Étienne-Billières).

## Odonymie
La place est nommée d'après François Roguet (1770-1846), général de la Révolution et du Premier Empire. Né à Toulouse en 1770, il s'engage en 1789 dans le régiment de Guyenne-infanterie, et devient en 1791 adjudant au 1er bataillon de volontaires de la Haute-Garonne. À partir de 1792, il participe aux campagnes de l'armée d'Italie, où il devient un proche du général Napoléon Bonaparte. En 1796, il est intègre la 32e demi-brigade, dirigée par un autre Toulousain, Dominique-Martin Dupuy, avant d'être nommé à la tête de la 33e demi-brigade. Promu général de brigade en 1803, il sert en Allemagne entre 1805 et 1807, puis en Espagne entre 1808 et 1811. Parallèlement, il est nommé chevalier de la Légion d'honneur en 1803, puis commandeur en 1804, chevalier de l'ordre de la Couronne de fer en 1807, et enfin baron de l'Empire en 1808. Il fait ensuite, à partir de 1812, la campagne de Russie et participe à la retraite. Il est créé comte de l'Empire en 1813 et prend le commandement des troupes de la Garde impériale. Après la première abdication de Napoléon Ier, il se soumet à la Restauration et reçoit la croix de Saint-Louis et la croix de grand officier de la Légion d'honneur. Il garde sa position dans la Garde et, après son ralliement à Napoléon, lors des Cent-Jours, il combat à la bataille de Waterloo. Considéré comme suspect, il est écarté de tout commandement peu après. Il revient en grâce après la Révolution de 1830, et en 1831 il est créé pair de France. La même année, il participe à la répression de la révolte des Canuts à Lyon. Il meurt en 1846 à Paris, à l'âge de 76 ans.

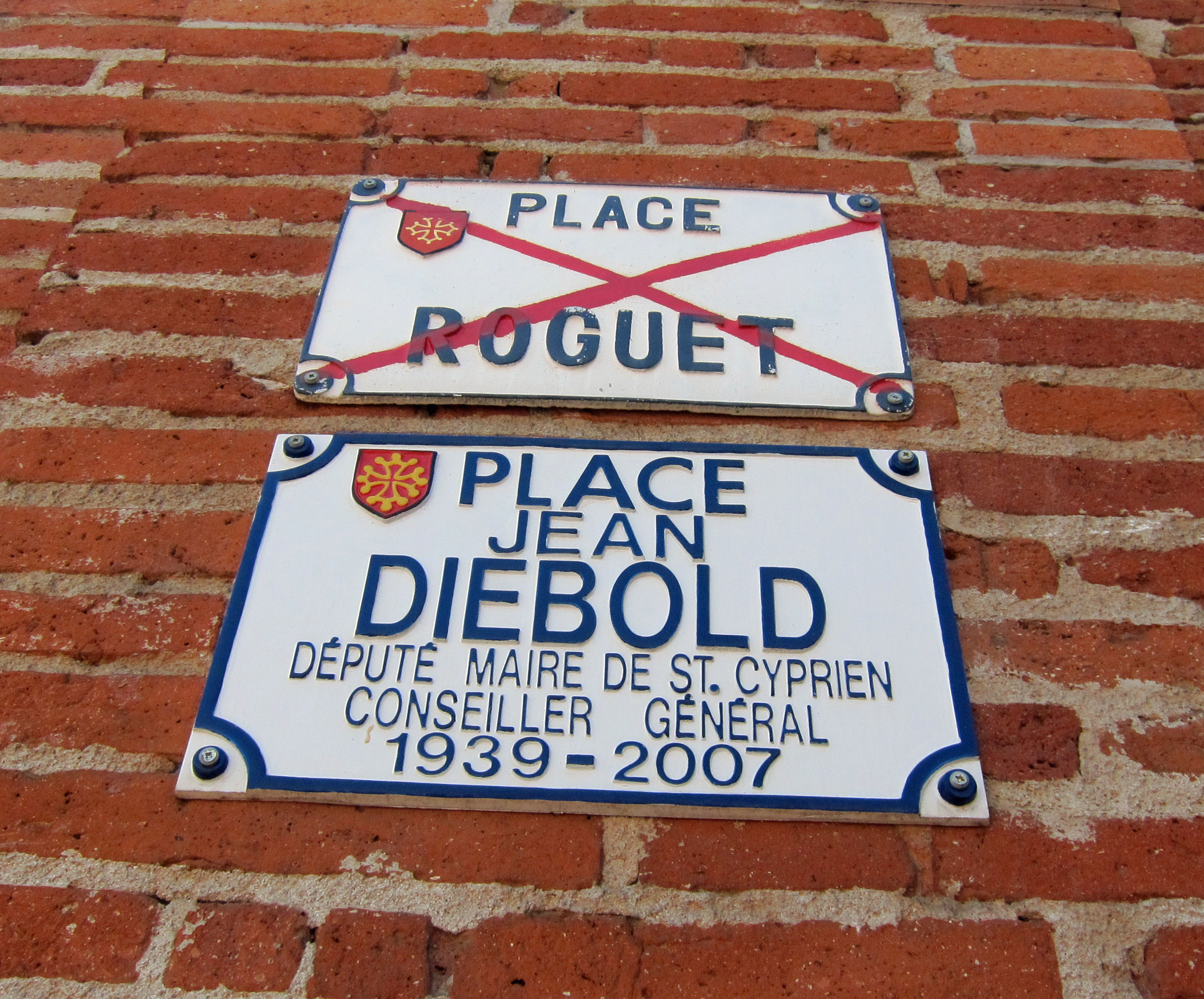
Les plaques des places François-Roguet et Jean-Diebold.

Le 21 décembre 2007, le côté nord de la place est renommé du nom de Jean Diebold (1939-2007). La municipalité, dirigée par Jean-Luc Moudenc, entend rendre ainsi hommage, quelques mois après sa mort, à un élu local, conseiller municipal de 1983 à 2007, conseiller général de 1985 à 2002 et député de 1986 à 1988, de 1993 à 1997, puis de 2002 à 2007. Il avait en particulier été maire de quartier pour Saint-Cyprien et la Croix-de-Pierre. Il perdit en 2007 la plupart de ses mandats et mourut des suites d'un accident cardio-vasculaire, le 30 août de la même année.
Lorsqu'elle fut aménagée en 1776, la place avait été appelée place Neuve-hors-la-Porte, puisqu'elle faisait face à la nouvelle porte Saint-Cyprien. On lui trouvait aussi le nom de place de la Femme-sans-Tête, du nom d'une auberge qui y avait cette enseigne. En 1794, pendant la Révolution française, elle devint la place du Bonnet-Rouge, comme le cours de la Patte-d'Oie, devenu le cours du Bonnet-Rouge (actuelle avenue Étienne-Billières). En 1806, la municipalité toulousaine, décidant de fixer officiellement les noms des rues et des places de la ville, lui attribua celui de place-extérieure de Brienne, en hommage à Étienne-Charles de Loménie de Brienne, archevêque de Toulouse. Ce n'est qu'en 1848 qu'on lui donna celui du général François Roguet.

## Patrimoine et lieux d'intérêt

### Marché Saint-Cyprien

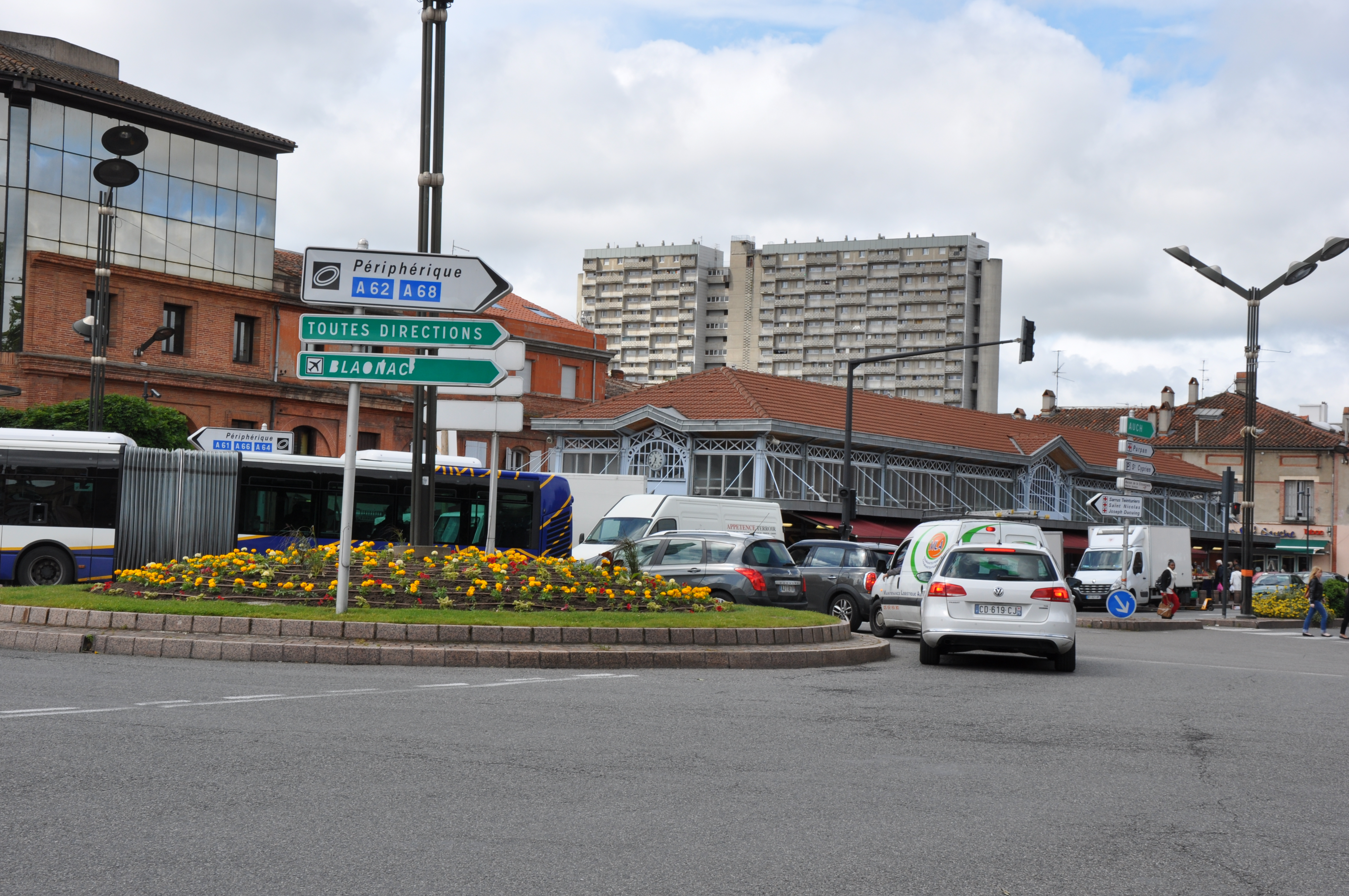
Le marché Saint-Cyprien.

Le projet d'un marché pour le quartier Saint-Cyprien aboutit en 1888, à la suite de l'élection du républicain radical Camille Ournac. Joseph Galinier, architecte de la ville, qui est également chargé de réaliser les plans du marché Victor-Hugo et du marché des Carmes, imagine deux halles de 400 m², au nord et au sud de la place François-Roguet, de part et d'autre de l'avenue Étienne-Billières. Après la démission de Joseph Galinier, c'est finalement l'architecte Charles Cavé qui est chargé de la construction des deux halles, inaugurées le 1er juillet 1892.
Le marché est le dernier exemple à Toulouse de halles métalliques, sur le modèle des halles parisiennes. La structure du bâtiment repose sur quatre piliers d'angle et seize colonnes en fonte – elles portent la signature de la fonderie toulousaine Beillan Frères –, disposées sur deux rangées, supportent la charpente métallique et un toit à croupes couvert de tuiles. Les chapiteaux des colonnes sont simplement ornés de motifs feuillagés. La halle est fermée par des murs en brique. Au centre de la halle, la fontaine en fonte vient des ateliers GHM de Sommevoire. À l'extérieur, une marquise fait le tour du bâtiment.

### Mairie de quartier Saint-Cyprien
En 1931, des bains-douches sont construits sur les plans des architectes Jean Montariol et Jules Milhoz, à l'emplacement de la halle nord du marché Saint-Cyprien, sous l'impulsion de la municipalité socialiste d'Étienne Billières. Le bâtiment, désaffecté, est démoli en 1992, tandis qu'un nouveau édifice, destiné à abriter les services de la mairie annexe – devenue mairie du quartier Saint-Cyprien –, est réalisé par les architectes Michel Galavielle et Jean Sassus. La porte en fer forgé et l'enseigne « Douches municipales » en mosaïque de grès flammé ont été intégrées dans le nouvel édifice,.

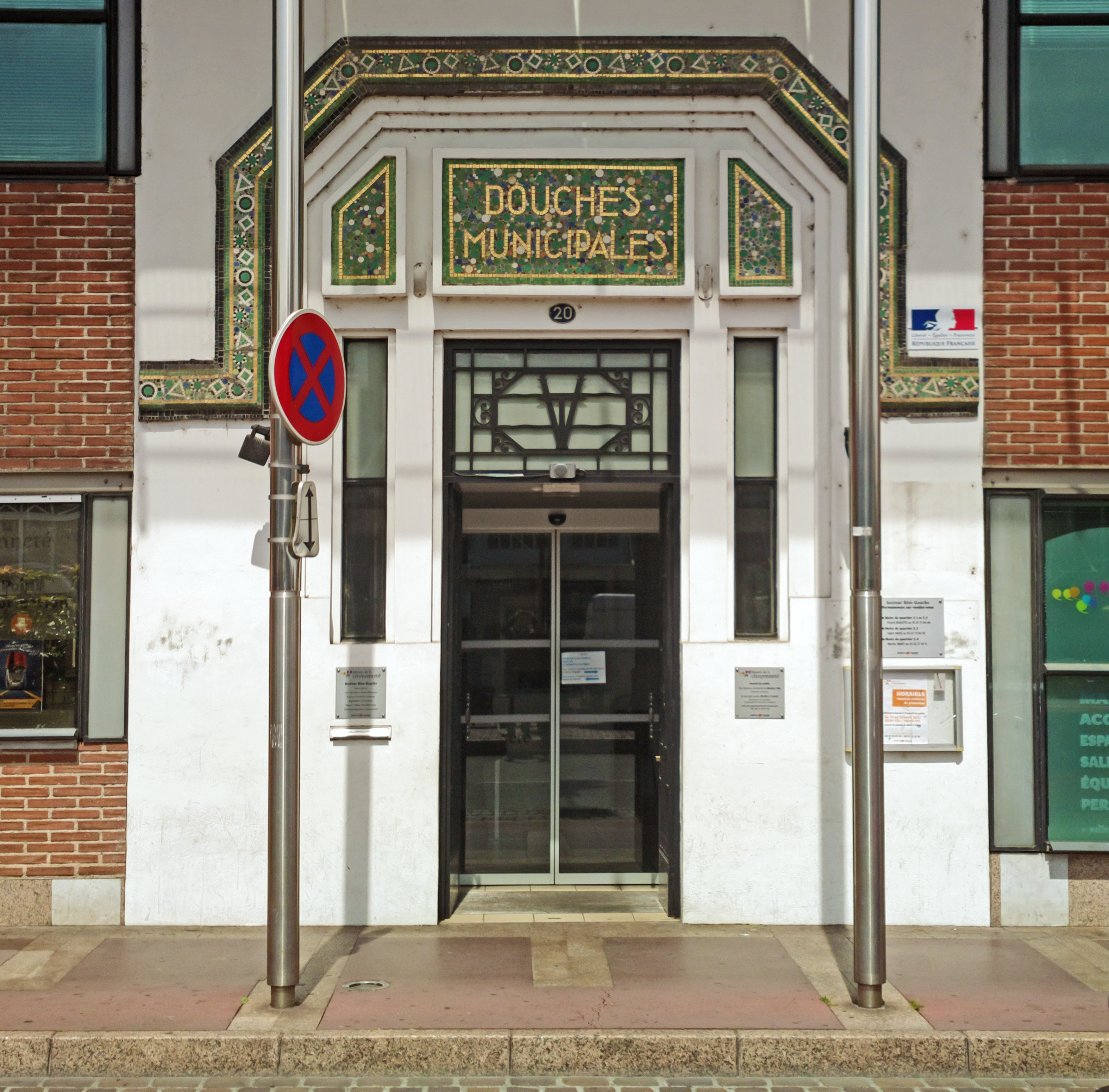
La porte de la mairie de quartier.
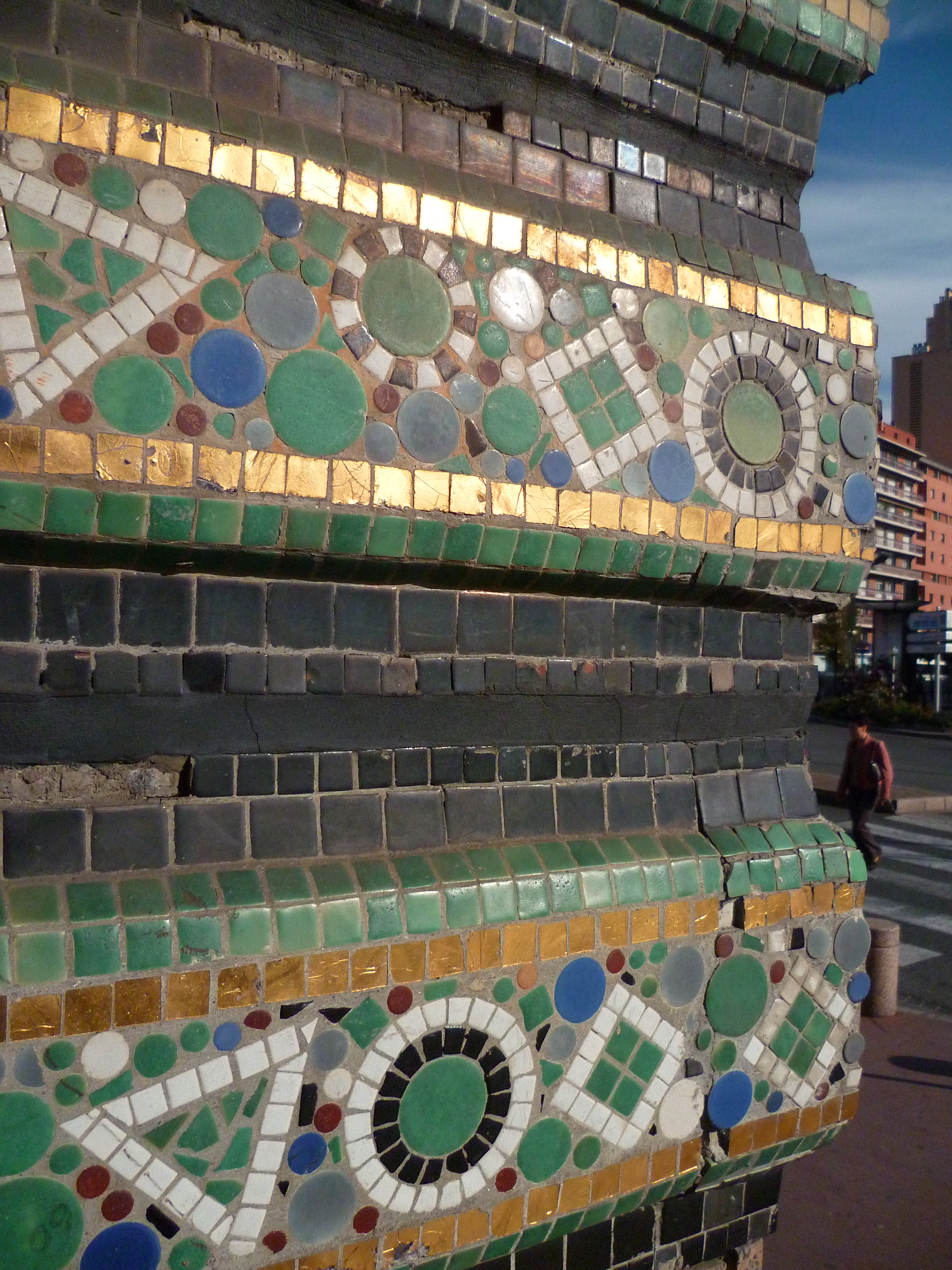
Détail des mosaïques.